# یک میلیون راه برای مردن در غرب
یک میلیون راه برای مردن در غرب فیلمی آمریکایی محصول سال ۲۰۱۴ می‌باشد که با بازیگری، تهیه‌کنندگی، کارگردانی و حتی نویسندگی ست مک‌فارلن در ژانر کمدی و وسترن ساخته شده‌است.
این فیلم با هنرنمایی خود ست مک‌فارلن و بازیگرانی به نامی چون شارلیز ترون و لیام نیسون و آماندا سایفرد و سارا سیلورمن و نیل پاتریک هریس و جیوانی ریبیسی می‌باشد.

## خلاصه داستان
در سال ۱۸۸۲ در آریزونا. شخصی به نام آلبرت با بازی ست مک‌فارلن که دامپروری گوسفند دارد و انسانی بسیار ترسو می‌باشد به خاطر ترس و در نتیجه باخت در دوئل تیراندازی دوست دختر خود که عاشقش بوده را از دست داده و …

## عوامل
- ست مک‌فارلن در نقش آلبرت. دامپرور گوسفند
- چارلیز ترون در نقش آنا
- آماندا سایفرد در نقش لوئیز. دوست دختر آلبرت
- لیام نیسون در نقش کلینچ ریثروود. زبانزد شرارت
- جیوانی ریبیسی در نقش ادوارد
- سارا سیلور من در نقش راث
- نیل پاتریک هریس در نقش فوی
- کریستوفر لوید در نقش دکتر ایمیت برون
- بیل مار
- گیلبرت گوتفرید

## تولید
این فیلم برای اولین بار در سوم دسامبر ۲۰۱۲ مصادف با سیزدهم آذر ۱۳۹۱ تبلیغ شد. این فیلم دومین اثر سینمایی ست مک‌فارلن بعد از فیلم موفق تد می‌باشد. در اوایل ماه ژانویه ۲۰۱۳ چارلیز ترون هم به عنوان بازیگر به این پروژه پیوست؛ و به ترتیب در ماه‌های فوریه و مارس آماندا سایفرد و لیام نیسون و جیوانی ریبیسی به عنوان باقی بازیگران اضافه شدند. در مارس ۲۰۱۳ هم سارا سیلور من برای نقش روسپی اضافه گردید. در می ۲۰۱۳ هم از طریق فاینانس توسط مدیا رایت کپیتال و فوزی دور پروداکشنز و با همراهی بلوگرس فیلمز سرمایه‌گذاری شد و یونیورسال استودیوز هم توزیع‌کنندگی این فیلم را به عهده گرفت.
فیلمبرداری کار در می ۲۰۱۳ آغاز شد و در اوت ۲۰۱۳ به پایان رسید. محل‌های فیلمبرداری هم شامل ایالت نیو مکزیکو و استودیو سانتا فی می‌باشد.